# Rio Borda
O Rio Borda é um rio da Romênia afluente do Rio Retiul, localizado no distrito de Covasna.